# Benno Weimann
Benno Weimann (* 15. April 1926 in Köln; † 1. Juli 1996) war ein deutscher Politiker der CDU.

## Ausbildung und Beruf
Benno Weimann belegte an der Universität Köln ein Studium der Rechtswissenschaften. 1952 promovierte er zum Dr. jur. und legte 1953 die große juristische Staatsprüfung ab.
Er war von 1953 bis 1961 als Wirtschaftsjurist tätig. 1962 bis 1969 war er Vorstandsmitglied der Steinkohlenbergwerk Heinrich-Robert AG, Hamm. Von 1969 bis 1973 fungierte er als Vorstandsmitglied und seit 1974 als Vorstandsvorsitzender der Gelsenwasser AG, Gelsenkirchen.

## Politik
Benno Weimann war seit 1956 Mitglied der CDU. Ratsherr der Stadt Hamm war er von 1956 bis 1961.
Benno Weimann war vom 25. Juli 1966 bis zum 27. Mai 1975 und erneut vom 29. Mai 1980 bis zum 29. Mai 1985 Mitglied des 6., 7. und 9. Landtages von Nordrhein-Westfalen, in den er über die Landesliste einzog. In den 8. Landtag rückte er am 23. Februar 1976 nach.